# (34533) 2000 SS213
2000 SS213 (asteroide 34533) é um asteroide da cintura principal. Possui uma excentricidade de 0.08754210 e uma inclinação de 10.65278º.
Este asteroide foi descoberto no dia 25 de setembro de 2000 por LINEAR em Socorro.